# Barra do Chapéu
Barra do Chapéu è un comune del Brasile nello Stato di San Paolo, parte della mesoregione di Itapetininga e della microregione di Capão Bonito.